# Rancid
Rancid es una banda de punk rock y ska punk estadounidense, formada en 1991 en Berkeley (California). Se encargaron de encabezar el resurgimiento del punk tras los años 1980.
Entre el gran público, Rancid es conocido por las canciones "Ruby Soho" y "Time Bomb" del disco de 1995 ...And Out Come the Wolves. Sus canciones tratan de los malos tiempos ("7 Years Down", "Hyena"), temas sobre el mundo, ("Rigged on a Fix"), los viejos amigos ("Old Friend", "GGF") y el amor ("She's Automatic", "Corazón de Oro").

## Historia
Formado en Berkeley (California) en 1991, Rancid tiene una gran influencia del grupo británico The Clash. El cuarteto de la Bahía de San Francisco se hizo famoso en los días en que prosperaban grupos como Green Day y The Offspring, que era la tercera oleada del punk. El grupo está liderado por el cantante y guitarrista Tim Armstrong, un fanático acérrimo de la música hardcore, que encontró el éxito del movimiento underground con el bajista y amigo de la infancia Matt Freeman a finales de los años 1980 con la banda de skapunk Operation Ivy. Tras llegar a ser actuación fija en el legendario 924 Gilman Street, Operation Ivy lanzó una serie de sencillos antes de publicar LP debut «Energy» en 1989. Incapaces de soportar su crecimiento de popularidad, el grupo se disuelve al poco de la edición del álbum. 
Freeman estuvo una temporada con la banda MDC, mientras Armstrong grabó una serie de trabajos con otros grupos llamados Dance Hall Crashers y Downfall. Ambos trabajaban juntos cuando Armstrong cayó preso del alcoholismo; Freeman lo ayudó a desintoxicarse, y como parte de su recuperación fundaron Rancid en 1991 junto a Brett Reed a la batería. 
El trío publicó su álbum presentación con cinco canciones en 1992 en Lookout Records, seguido en 1993 por la edición en LP de su homónimo Rancid bajo el sello independiente Epitaph. Durante un tiempo, el líder de Green Day, Billie Joe Armstrong, fue segundo guitarrista de la banda (también compuso con Tim Armstrong la canción "Radio" del álbum Let's Go) pero decidió centrarse en su propio proyecto y entró Lars Frederiksen, exmiembro de UK Subs. Rancid graba en 1994, Let's Go, que vendió cerca de un millón copias simplemente con el apoyo del vídeo "Salvation". Tras batallas por cambiar de discográfica, Rancid decide mantenerse en Epitaph, y así, en 1995 editan ...And Out Come the Wolves, en plena época de ebullición del punk, con éxitos como "Time Bomb" y "Ruby Soho".
En 1998 editan Life Won't Wait, donde fusionan el sonido de sus influencias de The Clash con el ska, el punk y el hardcore punk. Tras dos años de silencio, en el 2000 vuelven con el álbum titulado (al igual que el primero), Rancid, por lo que a este disco se le conoce también como Rancid 2000.
El 19 de agosto de 2003, salió a la venta Indestructible, donde la banda se involucra mucho en el punk rock melódico que siempre le había caracterizado. Además, el álbum fue bien recibido por el público y por la crítica. Tras este lanzamiento, la banda decidió tomar un descanso para sus proyectos personales.
Volvieron de gira en 2006, con varios shows por California, y una extensa gira en el Reino Unido. El 3 de noviembre de 2006, el baterista Brett Reed decidió dejar la banda después de 15 años con el grupo. Fue remplazado por Branden Steineckert, exintegrante de The Used.
Tras varios años sin material discográfico, la banda publica en junio de 2009 su séptimo disco de estudio titulado Let the Dominoes Fall, el cual fue el primer álbum grabado con el batería Branden Steineckert. Cinco años después, se da a conocer el octavo trabajo del grupo titulado ...Honor Is All We Know, que fue publicado el 27 de octubre de 2014.

## Integrantes
Integrantes actuales

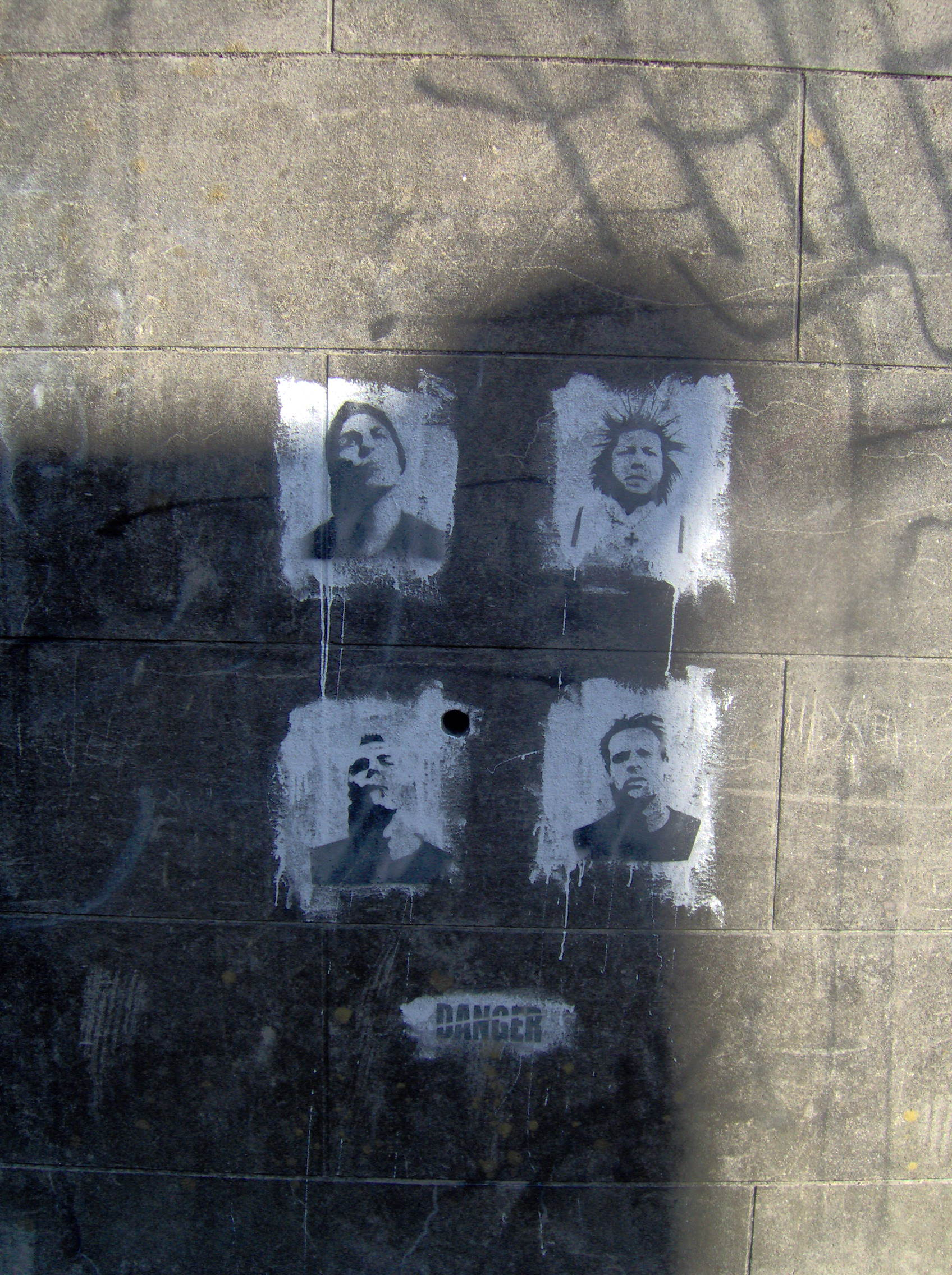
Grafiti de los componentes de Rancid.

- Tim Armstrong - guitarra solista, voz, coros (1991-presente)
- Matt Freeman - bajo, coros, voz (1991-presente)
- Lars Frederiksen - guitarra rítmica, voz, coros (1993-presente)
- Branden Steineckert - batería, percusión (2006-presente)

Antiguos integrantes
- Brett Reed - batería, percusión (1991-2006)

Cronología

## En el descanso
Los proyectos personales entre 2004 y 2006:
- Tim Armstrong tocó con Travis Barker de Blink-182 y Rob Aston (alias Skinhead Rob) en el grupo The Transplants.
- Lars Frederiksen toca con su banda Lars Frederiksen and the Bastards (publicó su segundo LP Viking en 2004).
- Matt Freeman se unió a Social Distortion en 2004, reemplazando a John Maurer, aunque Brent Harding tomó el lugar de Freeman como bajista de Social Distortion a principios de 2005. Freeman es también bajista de la banda de psychobilly Devil's Brigade, en la que Tim Armstrong y Brett Reed también tocan.

## Discografía

### Álbumes de estudio
| Año  | Título                     | Discográfica    |
| ---- | -------------------------- | --------------- |
| 1993 | Rancid                     | Epitaph         |
| 1994 | Let's Go                   | Epitaph         |
| 1995 | ...And Out Come the Wolves | Epitaph         |
| 1998 | Life Won't Wait            | Epitaph         |
| 2000 | Rancid                     | Hellcat Records |
| 2003 | Indestructible             | Hellcat Records |
| 2009 | Let the Dominoes Fall      | Hellcat Records |
| 2014 | ...Honor Is All We Know    | Hellcat Records |
| 2017 | Trouble Maker              | Hellcat Records |
| 2023 | Tomorrow Never Comes       | Hellcat/Epitaph |

### Compilaciones
| Año  | Título                   | Discográfica    |
| ---- | ------------------------ | --------------- |
| 2002 | BYO Split Series, Vol. 3 | BYO Records     |
| 2007 | B Sides and C Sides      | Rancid Records  |
| 2015 | All The Moon Stompers    | Hellcat Records |

### EP
| Año  | Título            | Discográfica     |
| ---- | ----------------- | ---------------- |
| 1992 | Rancid            | Lookout!         |
| 1993 | Radio Radio Radio | Fat Wreck Chords |

### Videos
| Año de lanzamiento | Título        | Discográfica         | US Billboard Peak | US sales |
| 1995               | Larry Is Dead | Black and Blue Films | n/a               |          |